# ゴメンドーかけます
『ゴメンドーかけます』は、1989年8月3日から9月28日まで毎週木曜日20:00 - 20:54に、フジテレビ系で放送された日本のテレビドラマ。主演は和田アキ子。全7回。

## 概要・ストーリー
鉄火肌タイプでデリカレストラン『ドラゴン』を経営する主人・織田龍子が、地方から上京してこの店で住み込みで働く一男、昭介、耕司らをいつも怒鳴りながらも彼らに何かあると親身になって接し、彼ら青年たちの親代わりとなり、人として男として生きることの素晴らしさなどを伝えた、人情青春ドラマ。

## 出演者
- 織田龍子：和田アキ子
- 石橋一男：高橋一也
- 沢村智子：坂上香織
- 大島文：中村由真
- 大川早苗：生稲晃子
- 氷室麻美：水島かおり
- 新納昭介：遠藤直人
- 岡島耕司：城島茂
- 比嘉ミチル：藤井一子
- 夢子：千葉美加
- 花子：島崎和歌子
- 石山佳子：星真理
- 織田健太：福原学
- コロッケ屋助手：寺内あきら
- 山田小百合：しのざき美知
- コロッケ屋親父：コロッケ
- 玉井金次：アパッチけん
- 大島秀次郎：梅宮辰夫

## スタッフ
- 企画：宅間秋史、清水賢治
- プロデューサー：阿部祐三
- 脚本：尾西兼一
- 演出：楠田泰之、斎藤郁宏
- 選曲：御園雅也
- 主題歌：たえこ&ゴメンドーKIDS「WANT YOU!」
- 編集：新井孝夫
- 技術協力：東通、渋谷ビデオスタジオ
- 制作：フジテレビ、アベクカンパニー

## サブタイトル
| 話数 | 放送日        | サブタイトル               | 演出     |
| ---- | ------------- | -------------------------- | -------- |
| 1    | 1989年8月3日  | 恐怖のゴッド母さん涙する！ | 楠田泰之 |
| 2    | 1989年8月10日 | 夏だ！海だ！ぼくグレてやる | 楠田泰之 |
| 3    | 1989年8月17日 | 今夜は純愛ゴッコ           | 楠田泰之 |
| 4    | 1989年8月31日 | 友達の彼とデキちゃった!?   | 楠田泰之 |
| 5    | 1989年9月14日 | 本気の三角関係!!奪っていい | 楠田泰之 |
| 6    | 1989年9月21日 | 激突！美女二人と野獣一匹!? | 斎藤郁宏 |
| 7    | 1989年9月28日 | さよならベイビー           | 楠田泰之 |

## 参考
- ゴメンドーかけます - テレビドラマデータベース